# Space Gun (album)
| Recensione   | Giudizio |
| ------------ | -------- |
| Metacritic   | [ 1 ]    |
| Allmusic     | [ 2 ]    |
| Mojo         |          |
| PopMatters   | [ 3 ]    |
| Exclaim!     |          |
| Sputnikmusic |          |

Space Gun è il 26° album in studio del gruppo musicale statunitense Guided by Voices, pubblicato nel 2018.

## Tracce
Tutti i brani sono stati scritti da Robert Pollard.
1. "Space Gun" – 4:18
2. "Colonel Paper" – 2:00
3. "King Flute" – 1:22
4. "Ark Technician" – 2:19
5. "See My Field" – 2:48
6. "Liars' Box" – 2:50
7. "Blink Blank" – 3:25
8. "Daily Get-Ups" – 1:35
9. "Hudson Rake" – 1:44
10. "Sport Component National" – 2:49
11. "I Love Kangaroos" – 3:08
12. "Gray Spat Matters" – 1:29
13. "That's Good" – 3:16
14. "Flight Advantage" – 2:23
15. "Evolution Circus" – 3:36

## Formazione
- Robert Pollard – voce
- Doug Gillard – chitarra
- Bobby Bare Jr. – chitarra
- Mark Shue – basso
- Kevin March – batteria